# Wisleidy Medina
Wisleidy Medina (* 26. Januar 2000 in Puerto Ordaz) ist eine venezolanische Handballspielerin auf der Position der Kreisläuferin. Sie gehört der Beachhandball-Nationalmannschaft ihres Landes an.
Medina lebt in Ciudad Guayana.

## Handball

### Hallenhandball
Medina spielt für Bolivar Puerto Ordaz. Mit der U-17-Nationalmannschaft startete sie in La Guaira bei der Nachwuchs-Panamerika-Meisterschaft und war dort die Spielführerin Venezuelas. Durch einen Finalsieg über Ecuador konnte die Mannschaft den Titel gewinnen.

### Beachhandball
Medina lief erstmals im Rahmen der Nachwuchs-Panamerika-Meisterschaften für die Juniorinnen-Nationalmannschaft im Beachhandball auf. In Asunción konnte sie mit ihrer Mannschaft das Spiel um die Bronzemedaille gegen Paraguay erreichen, nachdem sie zuvor im Halbfinale an Brasilien gescheitert waren. Paraguay wurde schließlich im Shootout unterlegen. Dennoch konnte sich Venezuela mit der Platzierung für die erstmals ausgetragenen Junioren-Weltmeisterschaften im selben Jahr auf Mauritius qualifizieren. Medina gehörte erneut zum Aufgebot und belegte mit ihrer Mannschaft den zehnten Platz unter 14 Mannschaften.

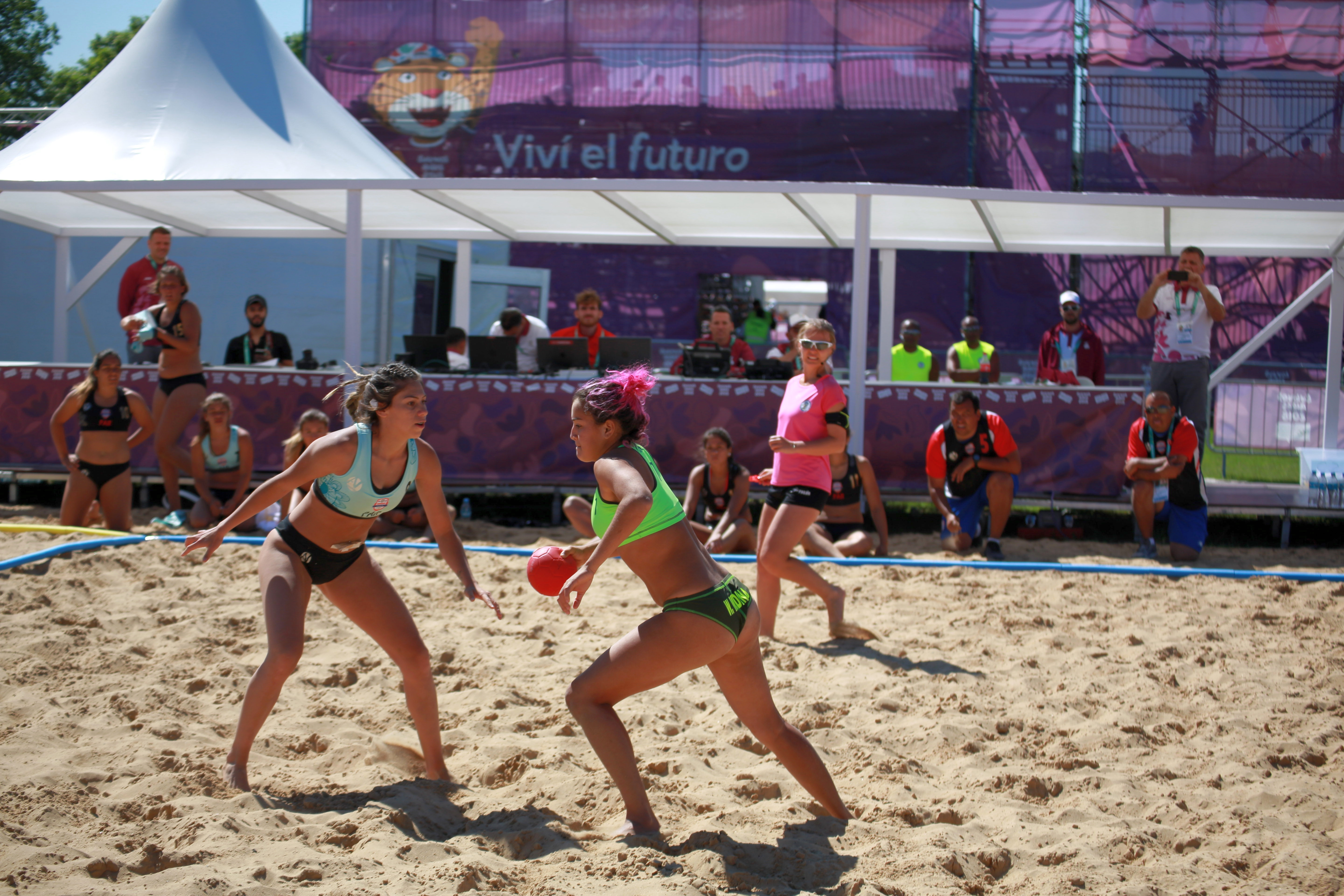
Medaina (rechts, grün) gegen Guadalupe Villalba (links, blau) während des Shootouts im Spiel gegen Paraguay bei den Olympischen Jugendspielen 2018; im Hintergrund Schiedsrichterin Edyta Jaworska

Im folgenden Jahr folgte mit den Olympischen Jugendspielen in Buenos Aires ein Höhepunkt in Medinas Karriere. Venezuela konnte sich ohne Probleme automatisch für das erste Turnier im Beachhandball in der olympischen Geschichte qualifizieren, weil Argentinien als Gastgeber qualifiziert war und Brasilien nicht an der Nachwuchs-WM teilgenommen hatte. Venezuela begann das Turnier mit einem sicheren Sieg über Hongkong, Medina war mit 12 erzielten Punkten vor Lilesky Reolón die beste Werferin ihrer Mannschaft. Auch das zweite Spiel gegen die Türkei wurde sicher gewonnen, mit acht Punkten war Medina zweitbeste Torschützin nach Iskai Aguilar. Bei der Zweisatz-Niederlage gegen die argentinischen Gastgeberinnen war sie gemeinsam mit Milangela Tovar mit je sechs Punkten hinter Reolón beste Scorerin. Im vierten Spiel hatte sie mit ihren 14 Punkten vor allem in der zweiten Halbzeit gegen die Niederlande großen Anteil daran, in den Shootout zu kommen, wo jedoch verloren wurde. Im letzten Vorrundenspiel gegen Paraguay konnte sie ihre eigene Bestleistung noch steigern und erzielte nun 18 Punkte, unterlag mit ihrer Mannschaft aber erneut im Shootout. Mit vier Punkten und Rang vier in der Tabelle verpasste Venezuela damit die Hauptrunde.

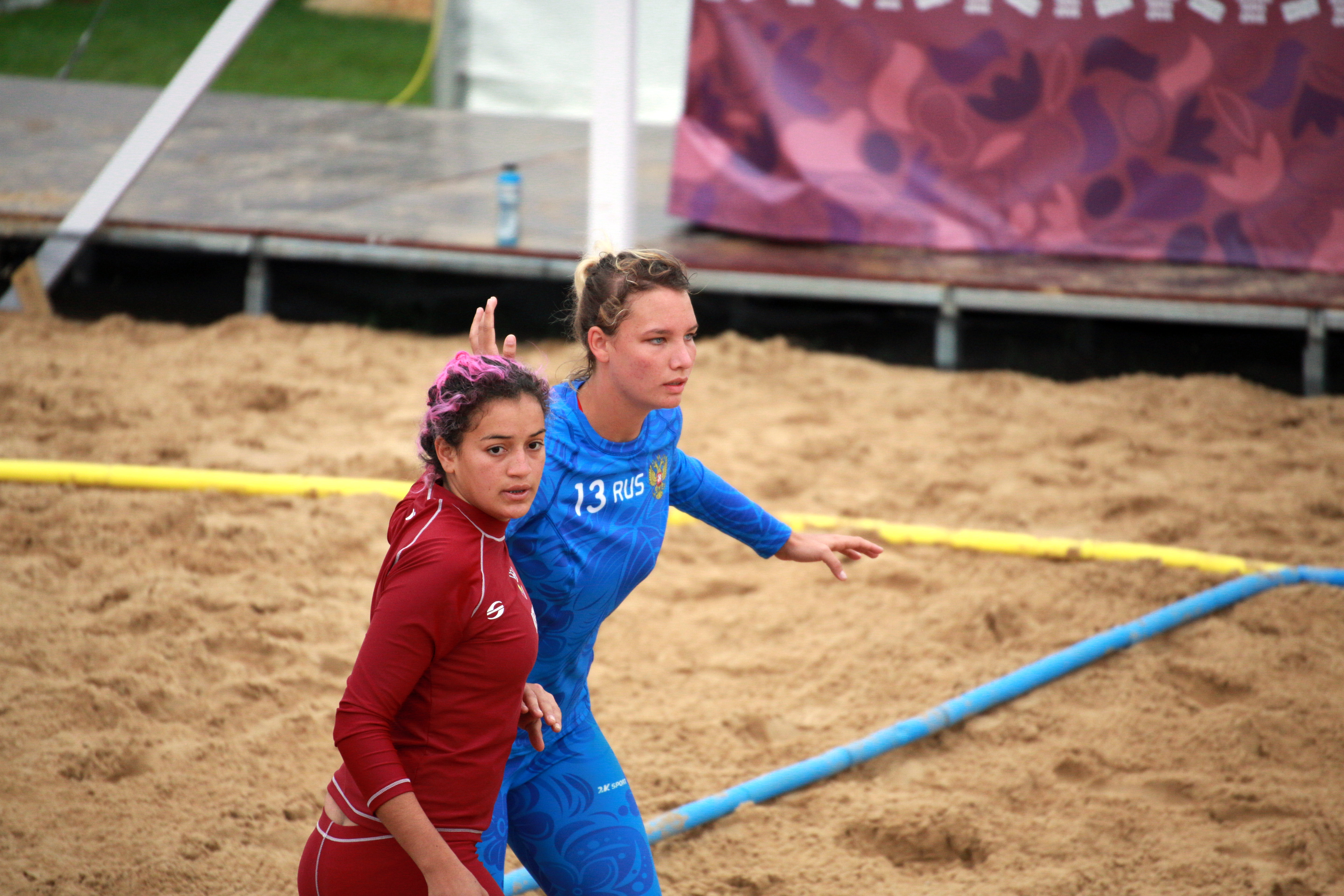
Medina (rot) gegen die Russin Kristina Grigorowskaja (blau) im Trostrundenspiel der Olympischen Jugendspiele 2018

Die Trostrunde begann mit einem klaren Erfolg über die großen Außenseiterinnen aus Mauritius. Venezuela ließ im gesamten Spiel nur drei gegnerische Treffer zu insgesamt nur vier Punkten zu, erzielte aber 48 eigene Punkte. Abgesehen von Miraidy Suárez konnten sich alle Spielerinnen der Mannschaft in die Torschützinnenliste eintragen, wobei Tovar mit 20 Punkten vor Medina und Paola Parra mit je sechs die meisten Punkte erzielten. Beim ebenfalls deutlichen Sieg über Amerikanisch-Samoa konnten wieder alle Spielerinnen abgesehen von Suárez treffen; Medinas vier Punkte waren dieses Mal aber weit hinter den Spitzenwerten von elf Punkten, die durch Reolón und zehn Punkten, durch Tovar, Aguilar und Milena Cordero erzielt wurden. Im letzten Trostrundenspiel gegen Russland unterlag Venezuela der Mannschaft aus Osteuropa deutlich, Medinas zwei Punkte waren ihr schwächster Wert im gesamten Turnierverlauf. Damit setzte sich Russland vor Venezuela in der Endtabelle. Beide Mannschaften trafen beim abschließenden Spiel um Rang sieben erneut aufeinander. Dieses Mal war das Ergebnis überaus knapp. Russland gewann beide Durchgänge jeweils mit nur einem Punkt Vorsprung. Medina war mit zehn Punkten zweitbeste Werferin Venezuelas hinter Reolón mit 13. Mit insgesamt 80 erzielten Punkten war sie vor Tovar mit 75 und Reolón mit 73 Punkten beste Torschützin Venezuelas im Turnierverlauf. Ihre elf Torvorlagen waren hinter Reolón und Tovar der drittbeste Wert.
2019 war Medina die erste Nachwuchsathletin der Olympischen Jugendspiele, die in die A-Nationalmannschaft Venezuelas aufrückte. Sie debütierte im Rahmen der South-American Beach Games in Rosario. Hier konnte Medina mit ihrer Mannschaft erneut das Halbfinale erreichen, scheiterte dort aber ebenso wie im Spiel um die Bronzemedaille an der Vertretung Paraguays.

## Erfolge
| U-17-Panamerika-Meisterschaften - 2016: 1. | Junioren-Panamerikameisterschaften - 2017: 4. Junioren-Weltmeisterschaften - 2017: 10. | Olympischen Jugendspiele - 2018: 7. South-American Beach Games - 2019: 4. |